# Annandale (Demerara-Mahaica)
Annandale es una localidad de Guyana en la región Demerara-Mahaica. 

## Demografía
Según censo de población 2002 contaba con 1541 habitantes. La estimación 2010 refiere a 1619 habitantes.
Ocupación de la población
| Dato      | Funcio narios | Profesio nales y técnicos | Clero | Comercio y Servicios | Act. agrícolas | Act. industriales | Ocup. elementales | S/D | Total |
| --------- | ------------- | ------------------------- | ----- | -------------------- | -------------- | ----------------- | ----------------- | --- | ----- |
| Población | 19            | 33                        | 35    | 156                  | 73             | 39                | 116               | 577 | 1048  |